# Университет Био-Био
Университет Био-Био (исп. Universidad del Bío-Bío, UBB) — традиционный университет, расположенный в городе Консепсьон, Чили.

## История
Университет Био-Био был основан в 1947 году и сначала назывался Campus Concepción der Universidad Técnica del Estado (UTE). Университет объединил все технические факультеты страны. В 1980 году реформирован в университет Био-Био. В 1988 году объединился с институтом Instituto Profesional de Chillán. В 2009 году университет сертифицирован национальным агентством по аккредитации (Comisión Nacional de Acreditación).